# هم‌دسته
هم‌دسته‌ها (به انگلیسی: coset) در نظریه گروه‌ها، از مفاهیم اساسی برای تعریف گروه خارج قسمت هستد و در سراسر نظریه گروه‌ها به آن‌ها بر خورد می‌کنیم.

## تعریف هم‌دسته‌ها
مفهوم هم‌دسته‌ها در حقیقت یک بیان کلی است و هم مجموعه‌ها بر دو نوع هم‌دسته‌های راست و هم‌دسته‌های چپ تعریف می‌شوند.

### هم‌دسته‌های راست
فرض کنید G یک گروه و H زیرگروهی از G باشد. رابطه {\displaystyle \equiv _{H}} موسوم به رابطه راست همنهشتی (یا برای تاکید، رابطه راست همنهشتی به هنگ H) را روی G به صورت زیر تعریف می‌کنیم:
{\displaystyle \forall a,b\in G:a\equiv _{H}b\iff ab^{-1}\in H}
به سادگی می‌توان تحقیق کرد که این رابطه یک رابطه هم ارزی روی G تعریف می‌کند. حال برای هر g∈G کلاس هم ارزی g نسبت به رابطه راست همنهشتی را با [g] نشان می‌دهیم و داریم:
{\displaystyle [g]=\{a\in G:a\equiv _{H}g\}}
{\displaystyle =\{a\in G:ag^{-1}\in H\}}
{\displaystyle =\{a\in G:ag^{-1}=h,h\in H\}}
پس:
{\displaystyle [g]=\{hg:h\in H\}}
حال با تغییر در نماد گذاری قرار می‌دهیم:
{\displaystyle Hg=\{hg:h\in H\}}
این مجموعه را اصطلاحاً، هم‌دسته‌ها(هم دسته) راست H در G تولید شده توسط g می‌گوییم.
تعریفاگر H زیرگروهی از گروه G باشد، برای هر g∈G، مجموعه {Hg={hg:h∈G را یک هم‌دسته‌ها راست H در G تولید شده توسط عضو g می‌گوییم.
با توجه به تعریف و خواص کلاس‌های هم ارزی، خواص زیر را برای هر a،b∈G داریم:
- {\displaystyle Ha=Hb\iff ab^{-1}\in H}
- {\displaystyle Ha=H\iff a\in H}

توجه داشته باشید که خود H نیز یک هم‌دسته‌ها راست G است چون H=He.
توضیح نمادگذاریاز آنجا که دو نماد گذاری جمعی(+) و ضربی(.) برای نمایش عمل یک گروه وجود دارد می‌توان رابطه راست هم نشهتی را با نماد جمعی نیز تعریف نمود که در این صورت خواهیم داشت:
{\displaystyle \forall a,b\in G:a\equiv _{H}\iff a-b\in H}
و
{\displaystyle H+g=\{h+g:h\in H\}}
به عنوان مثال گروه {Z۴ = {۰، ۱، ۲، ۳ را در نظر بگیرید. 
{H={۰،۲ زیرگروهی از Z۴ است. در این صورت هم مجموعه‌های راست H در G عبارت‌اند از:
- {H+۰={۰،۲
- {H+۱={۱،۳

وضوحاً لازم به محاسبه H+۲ و H+۳ نیست چون هر یک از آن‌ها بنابر خواص پیش تر ذکر شده به ترتیب با H+۰ و H+۱ برابر هستند.
در مثال فوق مشاهده می‌کنید که تعداد اعضای هم مجموعه‌های راست متمایز H در G با هم برابر است. آیا همواره چنین است؟ قضیه زیر به این پرسش پاسخ مثبت می‌دهد.
قضیهفرض کنید H زیرگروهی از گروه G باشد. در این صورت بین هم مجموعه‌های راست متمایز H در G یک تناظر یک به یک برقرار است.
برهانفرض کنید Ha،Hb دو هم‌دسته‌ها راست متمایز H در G باشند. تابع {\displaystyle \phi :Ha\to Hb} را با ضابطه برای هر ha∈Ha، {\displaystyle \phi (ha)=hb} تعریف می‌کنیم. در این صورت به آسانی می‌توان تحقیق نمود که این تابع یک تناظر یک به یک(تابعی یک به یک و پوشا) از Ha به Hb است و برهان قضیه کامل می‌شود.
این مطلب نتیجه‌ای مهم و در عین حال ساده در بر دارد و آن این است که چون خود H نیز یک هم‌دسته‌ها راست G است، برای هر g∈G تعداد اعضای Hgبا تعداد اعضای H برابر است. یعنی تعداد عناصر همه هم مجموعه‌های H در G برابر با تعداد عناصر H است. این مطلب خصوصاً در اثبات قضیه لاگرانژ نقش اساسی ایفا می‌کند.

### هم‌دسته‌ها چپ
طبیعی است که همانطور هم‌دسته‌ها راست زیرگروه H از گروه G را تعریف کردیم، هم‌دسته‌ها چپ آن را نیز تعریف کنیم. برای این منظور رابطه {\displaystyle {}_{H}\!\equiv } موسوم به رابطه چپ همنهشتی(یا برای تاکید، رابطه چپ همنهشتی به هنگ H)، را روی گروه G به صورت زیر تعریف می‌کنیم:
{\displaystyle \forall a,b\in G:a{}_{H}\!\equiv b\iff a^{-1}b\in H}
در این صورت همانند رابطه راست همنهشتی، این رابطه نیز یک رابطه هم ارزی در G است و برای هر g∈G کلاس هم ارزی g عبارت است از:
{\displaystyle [g]=\{gh:h\in H\}}
که باز با تغییر نماد گذاری این مجموعه را با
{\displaystyle gH=\{gh:h\in H\}}
نشان می‌دهیم و آن را یک هم‌دسته‌ها چپ H در G تولید شده توسط g می‌گوییم.
تعریفاگر H زیرگروهی از گروه G باشد، برای هر g∈G، مجموعه {gH={gh:h∈G را یک هم‌دسته‌ها H در G تولید شده توسط عضو g می‌گوییم.
با توجه به تعریف و خواص کلاس‌های هم ارزی، خواص زیر را برای هر a،b∈G داریم:
- {\displaystyle aH=bH\iff a^{-1}b\in H}
- {\displaystyle aH=H\iff a\in H}

توجه داشته باشید، چون eH=H پس H نیز یک هم‌دسته‌ها چپ در G است.
همانطور که میان هم مجموعه‌های راست H در G، تناظر یک به یک برقرار است میان هم مجموعه‌های چپ H در G نیز یک تناظر یک به یک برقرار است. به عبارت دقیق تر اگر aH،bH دو هم‌دسته‌ها چپ متمایز H در G باشند، تابع {\displaystyle \phi :aH\to bH} با ضابطه برای هر ah∈aH، {\displaystyle \phi (ah)=bh} یک تناظر یک به یک است.
بنابراین دیدم که چگونه با تعریف یک رابطه هم ارزی روی گروه G هم مجموعه‌های راست و چپ را به عنوان کلاس‌های هم ارزی تعریف کردیم. نکته جالب توجه این است چون یک رابطه هم ارزی روی یک مجموعه، آن مجموعه را به کلاس‌های هم ارزی خود افراز می‌کند، که اگر H زیرگروه گروه G باشد، در این صورت مجموعه همه هم مجموعه‌های متمایز H در G(راست یا چپ) یک افراز برای G می‌باشند. این مطلب اساس قضیه لاگرانژ را تشکیل می‌دهد.

## رابطه بین هم تعداد هم مجموعه‌های راست و چپ
نکته جالب و در مورد هم مجموعه‌های راست و چپ زیرگروه H از گروه G این است که تعداد آن‌ها با هم برابر است. به عبارت دقیق تر قضیه زیر را داریم.
قضیهاگر H زیرگروه گروه G باشد، بین هم مجموعه‌های متمایز راست H در G و هم مجموعه‌های متمایز چپ H در G، یک تناظر یک به یک برقرار است.
برهانفرض می‌کنیم {\displaystyle {\mathcal {R}}} مجموعه همه هم مجموعه‌های متمایز راست H در G و {\displaystyle {\mathcal {L}}} مجموعه همه هم مجموعه‌های متمایز چپ Hدر G باشد. در این صورت تابع {\displaystyle \phi :{\mathcal {R}}\to {\mathcal {L}}} با ضابطه برای هر Ha∈R {\displaystyle \phi (Ha)=a^{-1}H} تابعی یک به یک و پوشا است و برهان کامل می‌شود.
این مطلب نشان می‌دهد در بسیاری از موارد در اثبات قضایا و تعاریف، تفاوت چندانی میان هم مجموعه‌های راست و چپ H در G وجود ندارد. یک نمونه از این موارد تعریف اندیس زیرگروه است.

## اندیس زیرگروه
اگر G یک گروه و H زیرگروهی از G باشد، در این صورت تعداد هم دسته های(راست یا چپ) H در G را اندیس یا شاخص H در G می‌گوییم و آن را با نمادهای [G:H] یا (iG(H نشان می‌دهیم.

## زیرگروه‌های نرمال
از جمله مهم‌ترین مفاهیم در نظریه گروه‌ها زیرگروه نرمال می‌باشد که به کمک هم مجموعه‌ها تعریف می‌شوند.
فرض کنید G یک گروه باشد. در این صورت رده‌ای از زیر گروه‌های G دارای این ویژگی هستند که هم مجموعه‌های راست و چپ آن‌ها به ازای هر عضو G یکسان است. این زیرگروه‌های خاص از G را زیرگروه‌های نرمال می‌نامیم.
بنابر این زیرگروه H از گروه G را نرمال می‌گوییم اگر برای هر g∈G داشته باشیم gH=Hg.